# Saison 1938-1939 des Bruins de Boston
Autres saisons
La saison 1938-1939 est la quinzième saison de hockey sur glace jouée par les Bruins de Boston dans la Ligue nationale de hockey.

## Saison régulière

### Contexte de la saison
À la suite de la disparition des Maroons de Montréal, la Ligue nationale de hockey commence la saison 1938-1939 avec seulement sept équipes. Elle regroupe alors ces franchises en une seule division dont les six meilleures à la fin de la saison régulière sont qualifiées pour les séries éliminatoires.
Les Bruins de Boston commencent la saison avec une équipe basée sur l'ossature de la saison précédente et toujours emmenés par la Kraut line composée de Milt Schmidt, Woody Dumart et Bobby Bauer ; seuls Leroy Goldsworthy et Art Jackson qui sont respectivement vendu et prêté aux Americans de New York ne font plus partie de l'effectif. Dans les buts, Tiny Thompson qui est ennuyé par des problèmes aux yeux, est remplacé pour les deux premiers matchs de la saison par une recrue américaine Frank Brimsek. Le directeur-général de l'équipe, Art Ross, débute sa douzième saison au poste d'entraîneur ; depuis la naissance de la franchise, seules trois saisons n'ont pas vu Ross diriger l'équipe : 1928-1929 où Cy Denneny mène les Bruins à leur première coupe Stanley et de 1934 à 1936 quand Frank Patrick en est l'entraîneur.
Après les deux premiers matchs remportés par les Bruins avec Brimsek dans les buts, puis cinq match dont une seule défaite de Thompson, Ross, qui pense que l'avenir des Bruins passe par Brimsek, vend Thompson aux Red Wings de Détroit contre Norman Smith et 15 000 dollars le 28 novembre 1938. Bien que perdant le match suivant, Brimsek prouve ensuite que la décision de Ross est bonne : il enregistre trois blanchissages consécutifs puis, après une victoire 3-2, renouvelle cette même performance pour terminer la saison avec dix blanchissages à son actif.
Les Bruins prennent la tête de la ligue le 22 novembre lors d'une victoire contre les Rangers de New York et ne quittent plus cette place jusqu'à la fin de la saison régulière qu'ils remportent avec 16 points d'avance sur ces mêmes Rangers et 27 sur les Maple Leafs de Toronto troisièmes ; ils sont alors les favoris pour remporter la Coupe Stanley.

### Classement
Les six premières équipes sont qualifiées pour les séries éliminatoires. Les deux premières vont directement en demi-finale alors que les quatre suivantes disputent des quarts de finale.
| Équipes                | PJ | V  | D  | N  | Pts | BP  | BC  | Pun |
| ---------------------- | -- | -- | -- | -- | --- | --- | --- | --- |
| Bruins de Boston       | 48 | 36 | 10 | 2  | 74  | 156 | 76  | 251 |
| Rangers de New York    | 48 | 26 | 16 | 6  | 58  | 149 | 105 | 393 |
| Maple Leafs de Toronto | 48 | 19 | 20 | 9  | 47  | 114 | 107 | 370 |
| Americans de New York  | 48 | 17 | 21 | 10 | 44  | 119 | 157 | 276 |
| Red Wings de Détroit   | 48 | 18 | 24 | 6  | 42  | 107 | 128 | 240 |
| Canadiens de Montréal  | 48 | 15 | 24 | 9  | 39  | 115 | 146 | 294 |
| Black Hawks de Chicago | 12 | 28 | 8  | 32 | 91  | 132 | 367 |     |

- Qualifiés pour les demi-finales.
- Qualifiés pour les quarts de finale.

### Match après match
Ce tableau reprend les résultats de l'équipe au cours de la saison, les buts marqués par les Bruins étant inscrits en premier.
| No | Date     | Résultat  | Adversaire             | Lieu     | Score | Bilan ( V - D - N ) | Pts |
| -- | -------- | --------- | ---------------------- | -------- | ----- | ------------------- | --- |
| 1  | 3 nov.   | victoire  | Maple Leafs de Toronto | Toronto  | 3-2   | 1-0-0               | 2   |
| 2  | 6 nov.   | victoire  | Red Wings de Détroit   | Détroit  | 4-1   | 2-0-0               | 4   |
| 3  | 13 nov.  | défaite   | Americans de New York  | New York | 1-2   | 2-1-0               | 4   |
| 4  | 15 nov.  | match nul | Maple Leafs de Toronto | Toronto  | 1-1   | 2-1-1               | 5   |
| 5  | 20 nov.  | victoire  | Red Wings de Détroit   | Toronto  | 4-1   | 3-1-1               | 7   |
| 6  | 22 nov.  | victoire  | Rangers de New York    | Toronto  | 4-2   | 4-1-1               | 9   |
| 7  | 27 nov.  | victoire  | Americans de New York  | Toronto  | 8-2   | 5-1-1               | 11  |
| 8  | 1er déc. | défaite   | Canadiens de Montréal  | Montréal | 0-2   | 5-2-1               | 11  |
| 9  | 4 déc.   | victoire  | Black Hawks de Chicago | Chicago  | 5-0   | 6-2-1               | 13  |
| 10 | 6 déc.   | victoire  | Black Hawks de Chicago | Toronto  | 2-0   | 7-2-1               | 15  |
| 11 | 11 déc.  | victoire  | Rangers de New York    | New York | 3-0   | 8-2-1               | 17  |
| 12 | 13 déc.  | victoire  | Canadiens de Montréal  | Toronto  | 3-2   | 9-2-1               | 19  |
| 13 | 15 déc.  | victoire  | Canadiens de Montréal  | Montréal | 1-0   | 10-2-1              | 21  |
| 14 | 18 déc.  | victoire  | Red Wings de Détroit   | Détroit  | 2-0   | 11-2-1              | 23  |
| 15 | 20 déc.  | victoire  | Americans de New York  | Toronto  | 3-0   | 12-2-1              | 25  |
| 16 | 25 déc.  | défaite   | Rangers de New York    | Toronto  | 0-1   | 12-3-1              | 25  |
| 17 | 27 déc.  | victoire  | Maple Leafs de Toronto | Toronto  | 8-2   | 13-3-1              | 27  |
| 18 | 29 déc.  | défaite   | Americans de New York  | New York | 2-4   | 13-4-1              | 27  |
| 19 | 31 déc.  | défaite   | Rangers de New York    | New York | 1-2   | 13-5-1              | 27  |
| 20 | 1er jan. | victoire  | Red Wings de Détroit   | Toronto  | 4-1   | 14-5-1              | 29  |
| 21 | 3 jan.   | victoire  | Americans de New York  | Toronto  | 2-1   | 15-5-1              | 31  |
| 22 | 5 jan.   | victoire  | Black Hawks de Chicago | Chicago  | 2-1   | 16-5-1              | 33  |
| 23 | 7 jan.   | défaite   | Maple Leafs de Toronto | Toronto  | 0-2   | 16-6-1              | 33  |
| 24 | 10 jan.  | victoire  | Black Hawks de Chicago | Toronto  | 3-1   | 17-6-1              | 35  |
| 25 | 17 jan.  | victoire  | Maple Leafs de Toronto | Toronto  | 2-1   | 18-6-1              | 37  |
| 26 | 19 jan.  | défaite   | Canadiens de Montréal  | Montréal | 0-1   | 18-7-1              | 37  |
| 27 | 22 jan.  | victoire  | Red Wings de Détroit   | Détroit  | 5-0   | 19-7-1              | 39  |
| 28 | 24 jan.  | victoire  | Canadiens de Montréal  | Toronto  | 6-4   | 20-7-1              | 41  |
| 29 | 29 jan.  | victoire  | Americans de New York  | New York | 3-2   | 21-7-1              | 43  |
| 30 | 31 jan.  | match nul | Americans de New York  | Toronto  | 2-2   | 21-7-2              | 44  |
| 31 | 2 fév.   | victoire  | Maple Leafs de Toronto | Toronto  | 2-1   | 22-7-2              | 46  |
| 32 | 5 fév.   | victoire  | Black Hawks de Chicago | Chicago  | 3-0   | 23-7-2              | 48  |
| 33 | 7 fév.   | victoire  | Maple Leafs de Toronto | Toronto  | 2-0   | 24-7-2              | 50  |
| 34 | 9 fév.   | victoire  | Rangers de New York    | New York | 4-2   | 25-7-2              | 52  |
| 35 | 12 fév.  | défaite   | Rangers de New York    | Toronto  | 2-3   | 25-8-2              | 52  |
| 36 | 14 fév.  | victoire  | Red Wings de Détroit   | Toronto  | 2-1   | 26-8-2              | 54  |
| 37 | 16 fév.  | victoire  | Canadiens de Montréal  | Montréal | 5-1   | 27-8-2              | 56  |
| 38 | 19 fév.  | défaite   | Red Wings de Détroit   | Détroit  | 1-4   | 27-9-2              | 56  |
| 39 | 21 fév.  | victoire  | Black Hawks de Chicago | Toronto  | 8-2   | 28-9-2              | 58  |
| 40 | 25 fév.  | défaite   | Maple Leafs de Toronto | Toronto  | 0-1   | 28-10-2             | 58  |
| 41 | 26 fév.  | victoire  | Black Hawks de Chicago | Chicago  | 5-1   | 29-10-2             | 60  |
| 42 | 28 fév.  | victoire  | Canadiens de Montréal  | Toronto  | 6-2   | 30-10-2             | 62  |
| 43 | 5 mars   | victoire  | Rangers de New York    | Toronto  | 5-3   | 31-10-2             | 64  |
| 44 | 7 mars   | victoire  | Red Wings de Détroit   | Toronto  | 3-0   | 32-10-2             | 66  |
| 45 | 9 mars   | victoire  | Americans de New York  | New York | 9-6   | 33-10-2             | 68  |
| 46 | 12 mars  | victoire  | Rangers de New York    | New York | 4-2   | 34-10-2             | 70  |
| 47 | 14 mars  | victoire  | Black Hawks de Chicago | Toronto  | 4-2   | 35-10-2             | 72  |
| 48 | 19 mars  | victoire  | Canadiens de Montréal  | Toronto  | 7-5   | 36-10-2             | 74  |

### Classement des joueurs
- - Les statistiques écrites en gras sont celles des meneurs de l'équipe.

| Joueur             | Poste | PJ | B  | A  | Pts | Pun | Commentaire |
| ------------------ | ----- | -- | -- | -- | --- | --- | ----------- |
| Bill Cowley        | C     | 34 | 8  | 34 | 42  | 2   |             |
| Roy Conacher       | AG    | 47 | 26 | 11 | 37  | 12  |             |
| Milt Schmidt       | C     | 41 | 15 | 17 | 32  | 13  |             |
| Bobby Bauer        | AD    | 48 | 13 | 18 | 31  | 4   |             |
| Woody Dumart       | AG    | 45 | 14 | 15 | 29  | 2   |             |
| Flash Hollett      | D     | 47 | 10 | 17 | 27  | 27  |             |
| Dit Clapper        | D     | 42 | 13 | 13 | 26  | 22  |             |
| Gordon Pettinger   | C     | 48 | 11 | 14 | 25  | 8   |             |
| Ray Getliffe       | AG    | 43 | 10 | 12 | 22  | 11  |             |
| Mel Hill           | AD    | 44 | 10 | 10 | 20  | 16  |             |
| Eddie Shore        | D     | 46 | 4  | 14 | 18  | 37  |             |
| Cooney Weiland     | C     | 47 | 7  | 9  | 16  | 9   | capitaine   |
| Charlie Sands (en) | AD    | 39 | 7  | 5  | 12  | 10  |             |
| Jack Crawford      | D     | 38 | 4  | 8  | 12  | 12  |             |
| Jack Portland      | D     | 48 | 4  | 5  | 9   | 46  |             |
| Red Hamill         | AG    | 7  | 0  | 1  | 1   | 0   |             |
| Harry Frost (en)   | R     | 3  | 0  | 0  | 0   | 0   |             |
| Jack Shewchuk (en) | D     | 3  | 0  | 0  | 0   | 2   |             |
| Terry Reardon      | C     | 4  | 0  | 0  | 0   | 0   |             |
| Pat McReavy (en)   | C     | 6  | 0  | 0  | 0   | 0   |             |

| Joueur        | PJ | V  | D | N | Min   | Bc | Bl | Moy  | Commentaire                                     |
| ------------- | -- | -- | - | - | ----- | -- | -- | ---- | ----------------------------------------------- |
| Tiny Thompson | 5  | 3  | 1 | 1 | 310   | 8  | 0  | 1,55 | Termine la saison avec les Red Wings de Détroit |
| Frank Brimsek | 43 | 33 | 9 | 1 | 2 610 | 68 | 10 | 1,56 |                                                 |

## Séries éliminatoires
La ligue ne comptant plus qu'une seule division, le format des séries éliminatoires diffère des saisons précédentes : les deux premiers de la ligue sont directement qualifiés pour la demi-finale de la Coupe Stanley où ils s'affrontent alors que les quatre équipes suivantes doivent joueur une première ronde qui voit le troisième être opposé au quatrième et le cinquième rencontrer le sixième de la ligue, le premier tour se jouant au meilleur des trois matchs. Les vainqueurs de ces confrontations se rencontrent en demi-finale à nouveau au meilleur des trois matchs tandis que les deux premiers de la saison régulière jouent, pour la première fois de l'histoire de la LNH, une série au meilleur des sept match ; la finale se joue quant à elle aussi en sept matchs.
Pour la demi-finale, les Bruins sont opposés aux Rangers de New York. Le premier match est joué à New York et les deux équipes sont à égalité 1-1 après soixante minutes de jeu réglementaires. Une première puis une deuxième période de prolongation ne parviennent toujours pas à les départager et, alors qu'elles se dirigent vers la quatrième prolongation, Mel Hill met fin au match sur une passe de Bill Cowley après un total de 59 minutes et 25 secondes de temps supplémentaire, soit l'équivalent d'un match de plus. Le deuxième match, disputé à Boston, voit encore les deux équipes à égalité après trois périodes et avoir recours à la prolongation ; il ne faut cependant qu'un peu plus de huit minutes pour que les Bruins remportent leur deuxième victoire grâce, une nouvelle fois, à Mel Hill. Après une troisième défaite 4-1, les Rangers qui auraient été éliminés si la série avait été jouée au meilleur des cinq match comme la saison précédente, remportent eux aussi trois matchs de suite, dont un en prolongation, et forcent les Bruins à disputer une septième rencontre. Ce septième match, joué à Boston, est à nouveau indécis : Ray Getliffe marque le premier but de Boston puis Muzz Patrick égalise pour les Rangers. Pour la quatrième fois de la série, le match se décide en prolongation et, comme lors du premier match, les 40 premières minutes ne permettent pas de désigner un vainqueur. Après un peu plus de 8 minutes jouées au cours de la troisième prolongation, et comme au premier match, Cowley fait une passe à Hill qui marque le but vainqueur de la série et permet aux Bruins de se qualifier pour la finale de la Coupe Stanley. À l'issue de cette série, Mel Hill hérite du surnom de Sudden Death Mel Hill,.
Pour la quatrième finale de Coupe Stanley de leur histoire – une victoire et deux défaites – les Bruins affrontent les Maple Leafs de Toronto qui ont terminé troisièmes de la saison régulière et ont battu successivement les Americans de New York en deux matchs puis les Red Wings de Détroit en trois matchs. Les deux premières rencontres sont jouées à Boston et chacune des équipes remporte une victoire, celle des Maple Leafs étant acquise après une prolongation. Les Bruins remportent ensuite les troisième et quatrième matchs disputés à Toronto. La cinquième rencontre est disputée dans le Boston Garden où les Bruins remportent le match 3-1 et la deuxième Coupe Stanley de leur histoire devant leur public. Au cours de cette série, Roy Conacher marque 5 buts et 7 points et Bill Cowley obtient 7 aides, ce qui constitue alors des records pour des joueurs recrues. Dans les buts, Frank Brimsek remporte le trophée Calder de la meilleure recrue et le trophée Vézina du meilleur gardien de la saison ; il est le premier joueur à remporter ces deux trophées la même saison.

### Arbre de qualification
|  | Quarts de finale       | Quarts de finale         | Quarts de finale       | Quarts de finale       |                        |                        | Demi-finales                            | Demi-finales                            | Demi-finales                            | Demi-finales                            |  |  | Finale                   | Finale                   | Finale                   | Finale                   |
|  |                        |                          |                        |                        |                        |                        |                                         |                                         |                                         |                                         |  |  |                          |                          |                          |                          |
|  |                        |                          |                        |                        |                        |                        | 21, 23, 25, 28, 30 mars, 1er et 2 avril | 21, 23, 25, 28, 30 mars, 1er et 2 avril | 21, 23, 25, 28, 30 mars, 1er et 2 avril | 21, 23, 25, 28, 30 mars, 1er et 2 avril |  |  | 6, 9, 11, 13 et 16 avril | 6, 9, 11, 13 et 16 avril | 6, 9, 11, 13 et 16 avril | 6, 9, 11, 13 et 16 avril |
|  |                        |                          |                        |                        |                        |                        | 21, 23, 25, 28, 30 mars, 1er et 2 avril | 21, 23, 25, 28, 30 mars, 1er et 2 avril | 21, 23, 25, 28, 30 mars, 1er et 2 avril | 21, 23, 25, 28, 30 mars, 1er et 2 avril |  |  | 6, 9, 11, 13 et 16 avril | 6, 9, 11, 13 et 16 avril | 6, 9, 11, 13 et 16 avril | 6, 9, 11, 13 et 16 avril |
|  |                        |                          |                        |                        |                        |                        | 21, 23, 25, 28, 30 mars, 1er et 2 avril | 21, 23, 25, 28, 30 mars, 1er et 2 avril | 21, 23, 25, 28, 30 mars, 1er et 2 avril | 21, 23, 25, 28, 30 mars, 1er et 2 avril |  |  | 6, 9, 11, 13 et 16 avril | 6, 9, 11, 13 et 16 avril | 6, 9, 11, 13 et 16 avril | 6, 9, 11, 13 et 16 avril |
|  |                        |                          |                        |                        |                        |                        | 21, 23, 25, 28, 30 mars, 1er et 2 avril | 21, 23, 25, 28, 30 mars, 1er et 2 avril | 21, 23, 25, 28, 30 mars, 1er et 2 avril | 21, 23, 25, 28, 30 mars, 1er et 2 avril |  |  | 6, 9, 11, 13 et 16 avril | 6, 9, 11, 13 et 16 avril | 6, 9, 11, 13 et 16 avril | 6, 9, 11, 13 et 16 avril |
|  |                        |                          |                        |                        |                        |                        | 21, 23, 25, 28, 30 mars, 1er et 2 avril | 21, 23, 25, 28, 30 mars, 1er et 2 avril | 21, 23, 25, 28, 30 mars, 1er et 2 avril | 21, 23, 25, 28, 30 mars, 1er et 2 avril |  |  | 6, 9, 11, 13 et 16 avril | 6, 9, 11, 13 et 16 avril | 6, 9, 11, 13 et 16 avril | 6, 9, 11, 13 et 16 avril |
|  | Bruins de Boston       | Bruins de Boston         | 4                      | 4                      |                        |                        |                                         |                                         |                                         |                                         |  |  | 6, 9, 11, 13 et 16 avril | 6, 9, 11, 13 et 16 avril | 6, 9, 11, 13 et 16 avril | 6, 9, 11, 13 et 16 avril |
|  | Bruins de Boston       | Bruins de Boston         | 4                      | 4                      |                        |                        |                                         |                                         |                                         |                                         |  |  | 6, 9, 11, 13 et 16 avril | 6, 9, 11, 13 et 16 avril | 6, 9, 11, 13 et 16 avril | 6, 9, 11, 13 et 16 avril |
|  |                        |                          | Rangers de New York    | Rangers de New York    | 3                      | 3                      |                                         |                                         |                                         |                                         |  |  | 6, 9, 11, 13 et 16 avril | 6, 9, 11, 13 et 16 avril | 6, 9, 11, 13 et 16 avril | 6, 9, 11, 13 et 16 avril |
|  |                        |                          |                        |                        | 3                      | 3                      |                                         |                                         |                                         |                                         |  |  | 6, 9, 11, 13 et 16 avril | 6, 9, 11, 13 et 16 avril | 6, 9, 11, 13 et 16 avril | 6, 9, 11, 13 et 16 avril |
|  |                        | 28, 30 mars et 1er avril |                        |                        |                        |                        |                                         |                                         |                                         |                                         |  |  | 6, 9, 11, 13 et 16 avril | 6, 9, 11, 13 et 16 avril | 6, 9, 11, 13 et 16 avril | 6, 9, 11, 13 et 16 avril |
|  |                        |                          |                        |                        |                        |                        |                                         |                                         |                                         |                                         |  |  | 6, 9, 11, 13 et 16 avril | 6, 9, 11, 13 et 16 avril | 6, 9, 11, 13 et 16 avril | 6, 9, 11, 13 et 16 avril |
|  | Bruins de Boston       | Bruins de Boston         | 4                      | 4                      |                        |                        |                                         |                                         |                                         |                                         |  |  |                          |                          |                          |                          |
|  | Bruins de Boston       | Bruins de Boston         | 4                      | 4                      | 21 et 23 mars          |                        |                                         |                                         |                                         |                                         |  |  |                          |                          |                          |                          |
|  |                        |                          | Maple Leafs de Toronto | Maple Leafs de Toronto | 1                      | 1                      |                                         |                                         |                                         |                                         |  |  |                          |                          |                          |                          |
|  | Maple Leafs de Toronto | Maple Leafs de Toronto   | Maple Leafs de Toronto | Maple Leafs de Toronto | 1                      | 1                      | 2                                       | 2                                       |                                         |                                         |  |  |                          |                          |                          |                          |
|  | Maple Leafs de Toronto | Maple Leafs de Toronto   |                        |                        |                        |                        |                                         |                                         |                                         |                                         |  |  |                          |                          |                          |                          |
|  | Americans de New York  | Americans de New York    | 0                      | 0                      |                        |                        |                                         |                                         |                                         |                                         |  |  |                          |                          |                          |                          |
|  | Americans de New York  | Americans de New York    | 0                      | 0                      | Maple Leafs de Toronto | Maple Leafs de Toronto | 2                                       | 2                                       |                                         |                                         |  |  |                          |                          |                          |                          |
|  | 21, 23 et 26 mars      |                          |                        |                        | Maple Leafs de Toronto | Maple Leafs de Toronto | 2                                       | 2                                       |                                         |                                         |  |  |                          |                          |                          |                          |
|  |                        |                          | Red Wings de Détroit   | Red Wings de Détroit   | 1                      | 1                      |                                         |                                         |                                         |                                         |  |  |                          |                          |                          |                          |
|  | Red Wings de Détroit   | Red Wings de Détroit     | Red Wings de Détroit   | Red Wings de Détroit   | 1                      | 1                      | 2                                       | 2                                       |                                         |                                         |  |  |                          |                          |                          |                          |
|  | Red Wings de Détroit   | Red Wings de Détroit     |                        |                        |                        |                        |                                         | 2                                       |                                         |                                         |  |  |                          |                          |                          |                          |
|  | Canadiens de Montréal  | Canadiens de Montréal    | 1                      | 1                      |                        |                        |                                         |                                         |                                         |                                         |  |  |                          |                          |                          |                          |
|  | Canadiens de Montréal  | Canadiens de Montréal    | 1                      | 1                      |                        |                        |                                         |                                         |                                         |                                         |  |  |                          |                          |                          |                          |
|  |                        |                          |                        |                        |                        |                        |                                         |                                         |                                         |                                         |  |  |                          |                          |                          |                          |

### Classement des joueurs
| Joueur           | Poste | PJ | B | A  | Pts | Pun |
| ---------------- | ----- | -- | - | -- | --- | --- |
| Bill Cowley      | C     | 12 | 3 | 11 | 14  | 2   |
| Roy Conacher     | AG    | 12 | 6 | 4  | 10  | 12  |
| Mel Hill         | AD    | 12 | 6 | 3  | 9   | 12  |
| Milt Schmidt     | C     | 12 | 3 | 3  | 6   | 2   |
| Bobby Bauer      | AD    | 12 | 3 | 2  | 5   | 0   |
| Woody Dumart     | AG    | 12 | 1 | 3  | 4   | 6   |
| Flash Hollett    | D     | 12 | 1 | 3  | 4   | 2   |
| Eddie Shore      | D     | 12 | 0 | 4  | 4   | 19  |
| Jack Crawford    | D     | 12 | 1 | 1  | 2   | 9   |
| Gordon Pettinger | C     | 12 | 1 | 1  | 2   | 7   |
| Ray Getliffe     | AG    | 12 | 1 | 1  | 2   | 2   |
| Dit Clapper      | D     | 11 | 0 | 1  | 1   | 6   |
| Cooney Weiland   | C     | 12 | 0 | 0  | 0   | 0   |
| Charlie Sands    | AD    | 1  | 0 | 0  | 0   | 0   |
| Jack Portland    | D     | 12 | 0 | 0  | 0   | 11  |

| Joueur        | PJ | V | D | Min | Bc | Bl | Moy  |
| ------------- | -- | - | - | --- | -- | -- | ---- |
| Frank Brimsek | 12 | 8 | 4 | 863 | 18 | 1  | 1,25 |